# Tap dancing
Tap dancing (títol original: Tap) és un pel·lícula dramàtica musical estatunidenca dirigida i escrita per Nick Castle, estrenada l'any 1989 als Estats Units. Posa en escena un home, interpretat per Gregory Hines, que surt de la presó. Llavors, prova de refer la seva vida tornant al seu antic club de claqué. Allà, troba els seus vells amics, que tenen un pla per ell. Ha estat doblada al català.
Rodada a Nova York, Tap  és la quarta realització de Nick Castle, després de T.A.G.: El joc de l'assassinat (1982), Starfighter  (1984) i El Cap als núvols (The Boy Who Could Fly) (1986).

## Argument
Max Washington (Gregory Hines) acaba de sortir de la presó, havia estat detingut per haver participat en un atracament. A la presó, una sola cosa l'ajudava a sobreviure: el tap.
Max torna llavors al seu club favorit, un club de ballarins de claqué que pertanyia al seu pare. La seva antiga amant, Amy (Suzanne Douglas), hi treballa encara com a professora, però no vol res més d'ell, encara que desitja quedar com la seva amiga. Tanmateix, el seu pare, Little Mo (Sammy Davis Jr.) és molt feliç de tornar-lo a veure: compta en fer-lo participar en el seu espectacle. No obstant això, els vells companys de Max també tenen projectes per ell … Malgrat tots els seus esforços, Max no arriba a res, i l'únic treball que aconsegueix és de rentaplats. Llavors, accepta el pla dels seus vells companys. No obstant això, Amy farà tot per ajudar-lo a sortir-se'n i a no recaure en el mal camí.

## Repartiment
- Gregory Hines: Max Washington
- Sammy Davis Jr.: Little Mo
- Suzzanne Douglas: Amy Simms
- Savion Glover: Louis Simms
- Terrence E. McNally: Bob Wythe
- Joe Morton: Nicky
- Dick Anthony Williams: Francis
- Bunny Briggs: Bunny
- Steve Condos: Steve
- Arthur Duncan: Arthur
- Pat Rico: Pat
- Howard Sims: Sandman
- Jimmy Slyde: Slim
- Harold Nicholas: Harold
- Louis Castle: Anthony
- Barbara Perry: Milly
- Lloyd Kino: Hood
- Randy Brenner: Brian
- Jeffrey Josephson: Howard

## Al voltant de la pel·lícula
Tap  fa referència a dos films. Fa referència a Top Hat  (1935): una parella és anomenada «Fred i Ginger» i ballen sobre la música Cheek to Cheek , com en aquest film. Fa igualment referència a Cocodril Dundee  (1986), es pot veure el pòster durant el film, en diverses preses.

### Rebuda del públic
Tap  no ha assolit un gran èxit de públic. Així, la seva recaptació només puja a 9.114.702 de dòlars al final de la seva explotació. D'altra banda va quedar classificat com a 87è film de l'any 1989.
No obstant això, el film ha passat un poc desapercebut en la seva estrena.

### Recepció critica
Si l'èxit de públic de Tap  és regular, amb la critica surt millor. Roger Ebert li concedeix, al Xicago Sun-Times , un « guió qui podria ser un gran èxit » per exemple. A més, Variety  el compara a una « diversió contemporània » que no és que un « barreja sorprenentment rica i afectuosa de dansa i d'història ». Les dues critiques publicades:
La que ha publicat Roger Ebert pel Chicago Sun-Times :
| « | La debilitat de Tap és que la majoria de les coses que es relaten al film estan manllevades de vells films. En un sentit, és també la seva força: és un film musical sobre films musicals, de la mateixa manera que és un film de claqué sobre ballarins de claqué. Bé segur, és un clixé, igualment. | » |

I finalment la de Variety:
| « | Tap és una barreja sorprenentment rica i afectuosa de dansa i d'història qui sobrepassa una era acabant per lliurar una diversió contemporània. | » |